# Wahlern
Wahlern (toponimo tedesco) è una frazione di 6 248 abitanti del comune svizzero di Schwarzenburg, nel Canton Berna (regione di Berna-Altipiano svizzero, circondario di Berna-Altipiano svizzero).

## Storia
Già comune autonomo che si estendeva per 40,6 km² e che comprendeva anche le frazioni di Ausserteil, Dorfteil, Niederteil, Oberteil e Schwarzenburg, il 1º gennaio 2011 è stato accorpato all'altro comune soppresso di Albligen per formare il nuovo comune di Schwarzenburg. Schwarzenburg era la località principale del comune di Wahlern, capoluogo del distretto di Schwarzenburg fino alla sua soppressione nel 2009.

## Monumenti e luoghi d'interesse

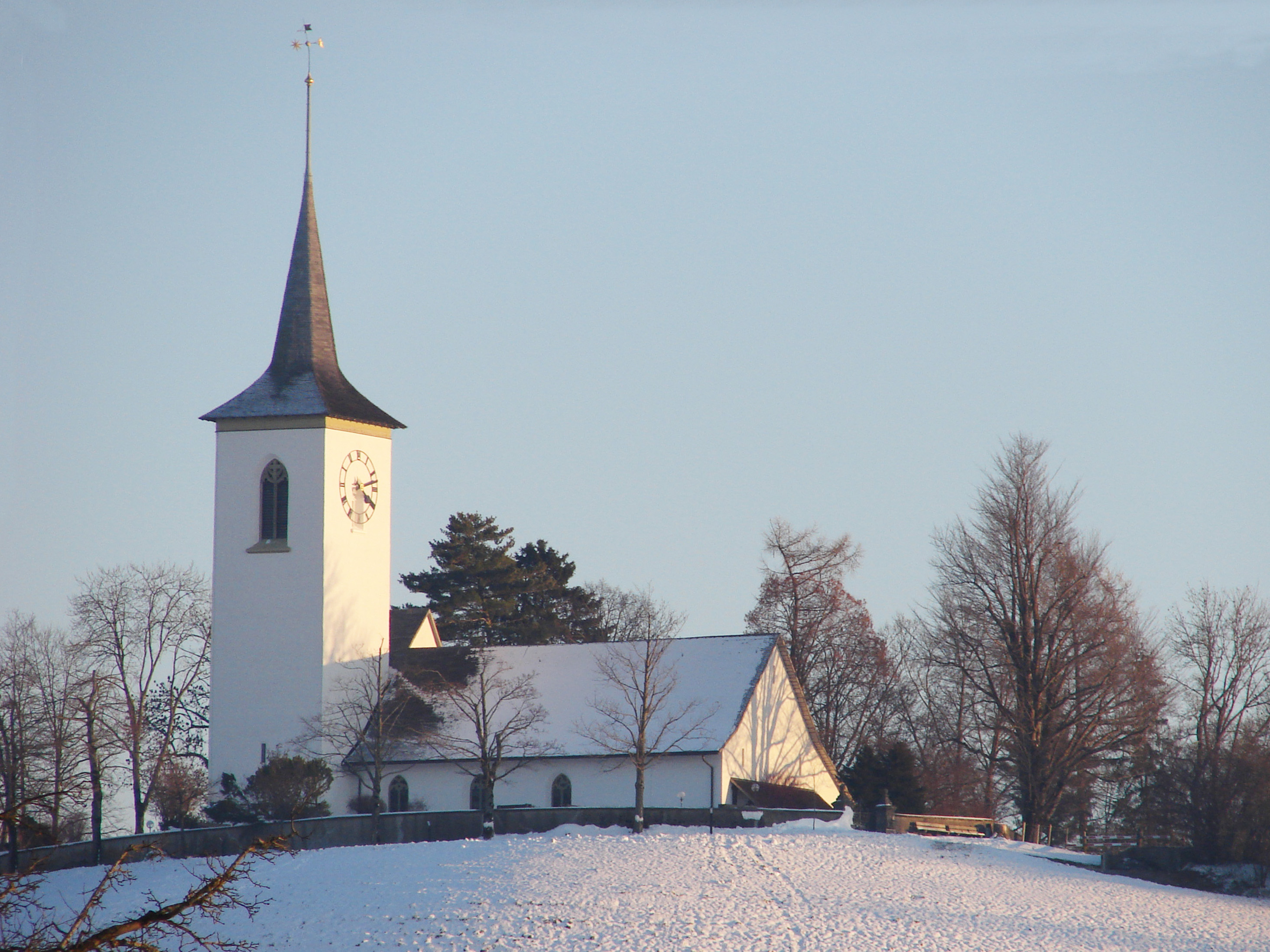
La chiesa riformata

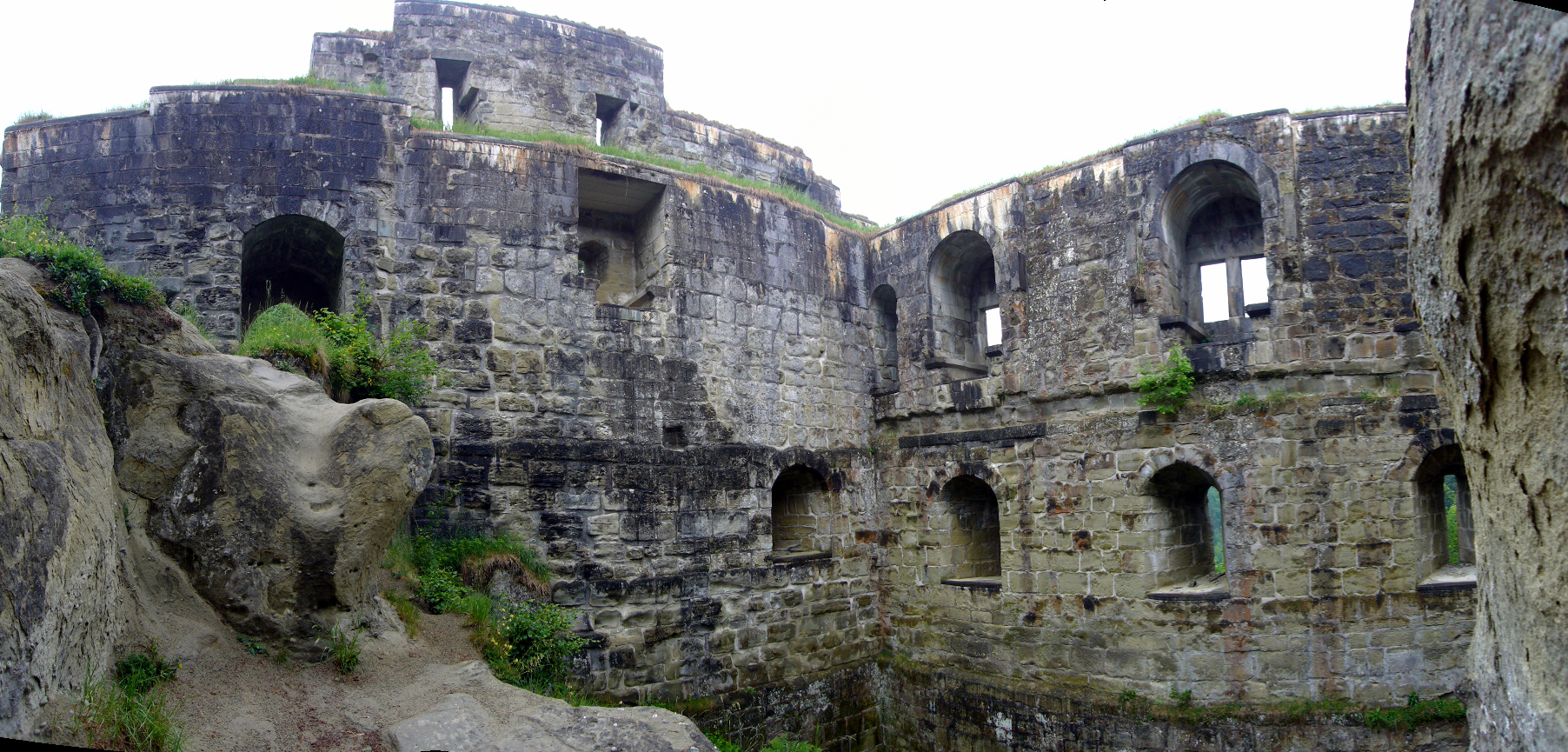
Le rovine del castello di Grasburg

- Chiesa riformata (già dei Santi Maria Maddalena e Giacomo), attestata dal 1228 e ricostruita nel XV-XVI secolo[1].
- Rovine del castello di Grasburg, eretto nell'XI-XII secolo[2].

## Società

### Evoluzione demografica
L'evoluzione demografica è riportata nella seguente tabella:
Abitanti censiti

## Amministrazione
Ogni famiglia originaria del luogo fa parte del cosiddetto comune patriziale e ha la responsabilità della manutenzione di ogni bene ricadente all'interno dei confini del comune.